# Ваља Нукулуј (Бузау)
Ваља Нукулуј (рум. Valea Nucului) насеље је у Румунији у округу Бузау у општини Берка. Oпштина се налази на надморској висини од 159 m.

## Становништво
Према подацима из 2002. године у насељу је живело 781 становника, од којих су сви румунске националности.